# Referendum in Andorra del 1977-1978
Il referendum in Andorra del 1977-1978 si svolse il 28 ottobre 1977 per consultare gli elettori su alcune riforme politiche. Agli elettori furono presentate inizialmente sei opzioni, ma nessuna ottenne la maggioranza e oltre il 30% delle schede elettorali vennero lasciate in bianco. L'anno successivo si tenne un secondo referendum sulle riforme politiche, chiedendo di scegliere due fra le opzioni maggiormente votate nella consultazione del 1977 oppure rifiutare ogni modifica. Anche nella seconda tornata si verificò una situazione di parità, con prevalenza nel respingere le modifiche al sistema politico.

## Primo referendum del 1977
Nel febbraio 1977, il Consiglio generale e i Coprincipi concordarono delle riforme politiche, proponendo agli elettori sei opzioni: 
| Proposta | Proposto da                        | Particolari |
| -------- | ---------------------------------- | --- |
| 1        | Concilio generale                  | - Primo Ministro eletto dal Consiglio generale - Il Primo Ministro nomina il Vice Primo Ministro e quattro ministri - Mozioni di sfiducia possibili                                                                                     |
| 2        | Concilio generale                  | - Primo Ministro eletto direttamente - Il Primo Ministro nomina il Vice Primo Ministro e quattro ministri - Mozioni di sfiducia si traducono in nuove elezioni - Ogni parrocchia avrà 8 seggi nel Consiglio generale                    |
| 3        | Concilio generale                  | - 16 Consiglieri eletti a livello nazionale e due per ogni parrocchia - Il Consiglio Bicamerale elegge il governo di sei membri - Mozioni di sfiducia si traducono in nuove elezioni                                                    |
| 4        | Comú de la Massana                 | - Aumentare il numero delle parrocchie da sei a sette - Ogni parrocchia avrà 4 seggi in Consiglio - Parrocchie posti garantiti al governo - Mozioni di sfiducia si traducono in nuove elezioni                                          |
| 5        | Quart de Les Escaldes              | - Aumentare il numero delle parrocchie da sei a sette - Ogni parrocchia avrà 4 seggi in Consiglio - Primo Ministro eletto direttamente - Parrocchie non garantite posti al governo - Mozioni di sfiducia si traducono in nuove elezioni |
| 6        | Associazione Democratica d'Andorra | - Consiglio generale eletto a rappresentanza proporzionale con liste regionali - Primo Ministro eletto direttamente - Il Primo Ministro nomina il Vice Primo Ministro e quattro ministri - Parrocchie non garantite posti al governo    |

L'opzione 6 (34,%) è risultata quella più votata, ma la proposta non è stata attuata. Da un lato, i risultati di questa opzione non hanno avuto abbastanza voti per essere considerati vincitori; d'altra parte, non si trattava nemmeno di un referendum vincolante. Venne dunque previsto un secondo referendum nel 1978 per trovare una soluzione alla situazione generata dai risultati. 

## Secondo referendum del 1978
Data la situazione venutasi a creare, venne pianificato un secondo referendum per il 16 gennaio 1978 per offrire agli elettori la scelta tra la proposta maggiormente votata nel 1977 e una nuova proposta.
La "proposta 6" aveva ricevuto il maggior numero di voti nel referendum del 1977 ed era stata avanzata dal Raggruppamento Democratico d'Andorra: prevedeva di far eleggere il Consiglio generale a rappresentanza proporzionale con liste regionali, insieme ad un Presidente del Consiglio eletto direttamente; il Primo Ministro avrebbe nominato quindi un vice e quattro ministri.
Il Consiglio generale ha presentato una nuova "proposta 7", unendo i punti comuni delle ex proposte 4 e 5: il numero delle parrocchie sarebbe aumentato da 6 a 7; ogni parrocchia eleggerebbe quattro membri del Consiglio generale, mentre il Primo Ministro sarebbe eletto direttamente.
Venne infine concesso ai votanti anche un'ottava opzione per rifiutare entrambe.
Anche nella seconda votazione si registrò una sostanziale parità fra le tre preferenze, con prevalenza per quella che rifiutava le tutte e due le proposte di modifica.

## Risultati

### Primo referendum (1977)
| Scelta                                  | voti  | %     |
| --------------------------------------- | ----- | ----- |
| Proposta 1                              | 28    | 1,5   |
| Proposta 2                              | 41    | 2,1   |
| Proposta 3                              | 13    | 0,7   |
| Proposta 4                              | 173   | 9,0   |
| Proposta 5                              | 393   | 20,5  |
| Proposta 6                              | 668   | 34,9  |
| Voti in bianco                          | 597   | 31,2  |
| Voti non validi                         | 24    | –     |
| Totale                                  | 1.934 | 100   |
| Elettori registrati/affluenza alle urne | 3.206 | 60,32 |
| Fonte: Democrazia Diretta               |       |       |

### Secondo referendum (1978)
| Scelta                                  | voti  | %     |
| --------------------------------------- | ----- | ----- |
| Proposta 6                              | 647   | 31,55 |
| Proposta 7                              | 673   | 32,81 |
| Nessuna delle precedenti                | 731   | 35,64 |
| Schede bianche/nulle                    | 56    | 31,2  |
| Totale                                  | 2.107 | 100   |
| Elettori registrati/affluenza alle urne | 3.235 | 65,13 |
| Fonte: Democrazia Diretta               |       |       |